# Горбуново (Свердловская область)
Горбуново — неучтённый посёлок на территории городского округа город Нижний Тагил Свердловской области России. Официально населённый пункт относится и подчиняется Ленинскому району города Нижнего Тагила. Бывшая станция Висимо-Уткинской узкоколейной дороги.

## Географическое положение
Поселение расположено в лесистой местности, к востоку от Уральских гор и находится в нескольких километрах к юго-западу от Нижнего Тагила по шоссе до пгт Черноисточинск, к югу от микрорайона Горбуново Нижнего Тагила.

## История
Посёлок был основан при проходившей здесь одноимённой станции ныне демонтированной Висимо-Уткинской узкоколейной железной дороги. Ранее в этом месте было пересечение Черноисточинского шоссе с узкоколейкой. 11.01.1963 года решением Свердловского облисполкома был упразднён Горбуновский сельсовет, а посёлки железнодорожной станции Горбуново и «Горбуновского торфобрикетного завода» переданы в административно-территориальное подчинение Ленинского района с включением их в городскую черту города Нижнего Тагила. К началу 2000-х годов узкоколейная дорога стала нерентабельна, узкоколейку демонтировали в 2007 году. В настоящее время в поселении находится около пяти частных жилых домов и сохранилось вокзальное здание станции Горбуново.

## Проблема транспортой доступности
Добраться до посёлка можно только на личном автомобиле. Из-за отсутствия у поселения официального статуса невозможно ввести регулярное транспортное сообщение с городом. По причине опасности ДТП в черте посёлка власти отказываются устанавливать автобусную остановку, поэтому проходящие здесь пригородные автобусы из Черноисточинска и посёлка Чащино не делают остановку, из-за чего трое школьников посёлка Горбуново вынуждены добираться до школы на попутном транспорте.